# Edificio de Seguros La Aurora
El edificio de Seguros La Aurora se encuentra situado en el paseo de Recoletos de Madrid (España). Debido a la identidad de las empresas que han ocupado el edificio, ha sido conocido también a lo largo de su historia como edificio Trasatlántica Compañía de Seguros, edificio Aurora Polar o edificio Grupo Planeta (fue su ocupante hasta 2013). Desde 2011 es un bien inmueble de interés patrimonial de la Comunidad de Madrid. Desde 2016 el edificio es la sede de la entidad gallega Abanca en Madrid.

## Situación
El edificio se encuentra en el paseo de Recoletos, número 4, de Madrid (en el momento de su construcción se trataba del número 6). Ocupa la esquina que delimitan el citado paseo y la calle de Marqués de Duero, con acceso principal desde el chaflán y dos más, de carácter secundario, en cada una de las vías citadas.

## Historia
El paseo de Recoletos fue uno de los ejes limítrofes del recinto urbano de Madrid, integrado en la gran reforma del denominado Salón del Prado promovida por el Conde de Aranda y ejecutada por el arquitecto e ingeniero militar José de Hermosilla, durante el reinado de Carlos III. Su denominación se debe al convento de agustinos recoletos que ocupó la zona desde 1592 a 1836, cuando fue desamortizado y demolido. Hasta mediados del siglo XIX el "Prado de Recoletos" tuvo un marcado carácter periférico y solo a partir de 1846 comenzó la actividad constructiva en sus márgenes, fundamentalmente gracias a las reformas urbanísticas promovidas por Ramón de Mesonero Romanos. La de Recoletos supuso una de las primeras parcelaciones de terrenos llevadas a cabo en Madrid y tuvo una concepción diversa en cada frente de la vía: la zona oriental, hasta Serrano, sería divida en manzanas separadas por vías transversales entre ambas vías, mientras que en el frente occidental se persiguió que los edificios conformasen calle, a excepción del palacio, preexistente, de Buenavista.
El paseo se convirtió en foco de atracción para el asentamiento de las personalidades económicamente más influyentes del momento. El primero de ellos, en el lado oriental, fue el Marqués de Salamanca, que mandó erigir el palacio que aún lleva su nombre, comenzado a construir en 1846. La zona pasó a constituir una pieza esencial del urbanismo del momento, como nexo entre el centro histórico de Madrid y su ensanche. Esta circunstancia hizo que proliferara un nuevo tipo de vivienda consistente en palacios aislados situados en una zona que aún era la periferia de Madrid, ocupados por miembros de la aristocracia y a la alta burguesía. Más significativo aún era el hecho de que hasta entonces la capital no había contado con una arquitectura residencial privada de importancia. Diferentes factores contribuyeron a la difusión de esta tipología, entre los que destacan la influencia del modelo de vida de origen francés importado por los Borbones y el aumento de recursos económicos, que requirió la presencia de nuevos profesionales preparados, acordes con los aires renovados de la corriente ilustrada.

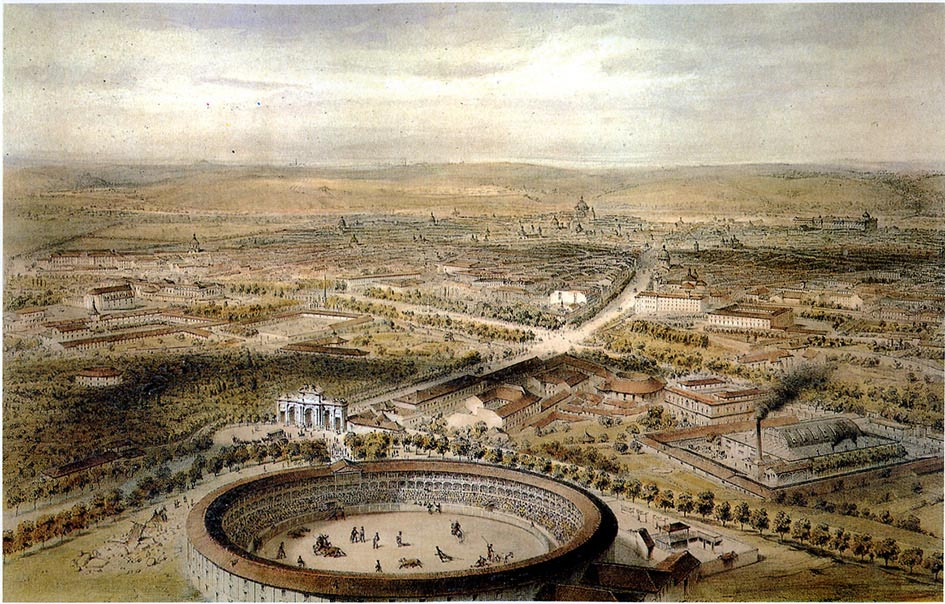
Vista aérea del Madrid de 1854 dibujada por el grabador, litógrafo y arquitecto francés Alfred Guesdon. Se pueden apreciar el Palacio del Retiro, la Puerta de Alcalá y el Real Pósito, en segundo plano, tras la primitiva plaza de toros de Madrid. De entre el conjunto de edificios del pósito se distingue el edificio elíptico conocido como panera de la Santísima Trinidad.

El terreno sobre el que se asentaría el edificio de Seguros La Autora había pertenecido al Real Pósito de Madrid, que ocupaba aproximadamente la manzana delimitada por los actuales paseo de Recoletos, calle de Alcalá (en ese tramo denominada calle del Pósito), plaza de la Independencia y calle de Salustiano Olózaga. El Real Pósito fue trasladado a esa ubicación a mediados del siglo XVII, pero al comenzar a planificarse el ensanche de Madrid y la urbanización de los terrenos de lo que luego sería el barrio de Salamanca, así como la ampliación de la plaza de la Independencia en 1865, se comenzaron a derribar los edificios del pósito. En 1868 se produjo la venta de los terrenos.
El edificio de Seguros La Aurora se edificó en uno de los tres lotes en los que se habían dividido los terrenos del pósito. En su origen se trataba de una casa-palacio proyectada en 1880 como residencia de Ramón Pla Monje, un empresario y filántropo ferrolano que, tras emigrar a Cuba, se instaló en la década de 1860 en Madrid, lugar en el que permaneció hasta su muerte (Pla Monje recibió en 1884 el título pontificio de marqués de Amboage, por el que también es conocido). El encargo lo diseñó Agustín Ortiz de Villajos, importante arquitecto que, partiendo de lenguajes históricos, supo crear un estilo muy personal y se convirtió en uno de los representantes más tempranos y característicos del eclecticismo madrileño. Villajos proyectó un inmueble en estilo neogótico que contaba con sótano, planta baja, dos alturas y sotabanco retranqueado generando una azotea, con un único acceso desde el paseo de Recoletos. El conjunto quedaba rematado mediante tres cuerpos a modo de torreones con esbeltos chapiteles, situados en los extremos de ambos frentes y en el chaflán, situado en la esquina entre el paseo de Recoletos y la calle del Marqués del Duero. La fachada estaba ornamentada con pináculos y guardapolvos de inspiración neogótica, junto con diversos motivos de otras corrientes historicistas. Pla Monje falleció en su palacio el 6 de septiembre de 1892.

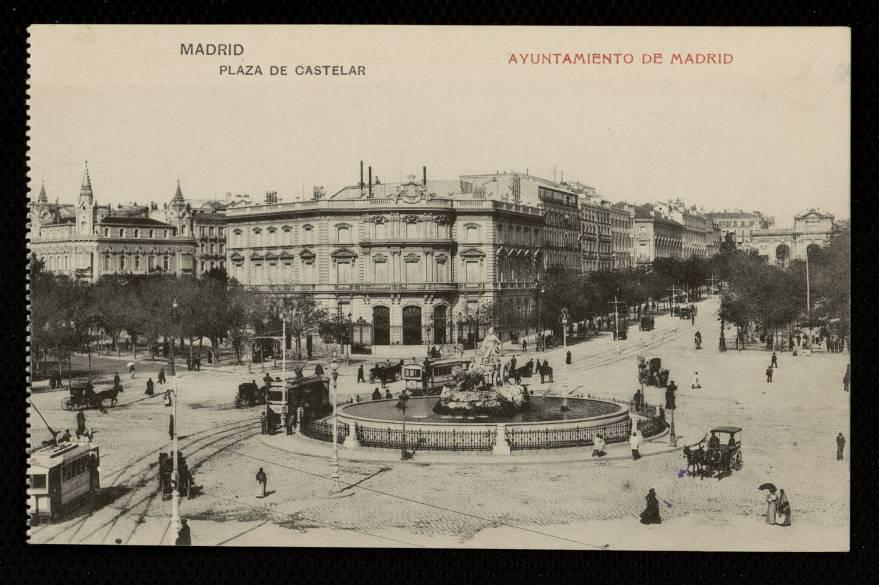
Foto del Palacio de Linares publicada en 1905 por Hauser y Menet. A la izquierda puede apreciarse cómo era el palacio de Ramón Pla Monje, construido en estilo neogótico, antes de las sucesivas reformas que experimentó durante las primeras décadas del.

No obstante, tan solo contados elementos son reconocibles del proyecto original pues el siguiente propietario, César Cañedo y Sierra, duque de Agüera, transformó significativamente el inmueble en 1918 para convertirlo en viviendas de alquiler. El arquitecto elegido en esta ocasión fue José Monasterio Arrillaga, quien añadió al edificio dos plantas más y sustituyó gran parte de la ornamentación por el programa decorativo que posee en la actualidad, de corte ecléctico con reminiscencias del barroco francés. El edificio fue entonces estructurado en viviendas independientes, una por planta, en torno a una escalera central y patio interior; se añadieron entonces nuevos servicios higiénicos, ascensor, calefacción y una escalera de servicio. En 1919 el inmueble fue alquilado a la compañía de seguros La Aurora, la cual lo adquirió definitivamente en 1922. El nuevo propietario adaptó el edificio a sus necesidades, otorgándole una nueva distribución en fecha incierta, momento en el que se cerraría el patio interior para un mejor aprovechamiento espacial y se abriría en el chaflán la actual puerta de acceso. En 1920 se colocó una cuadriga de bronce sobre la cúpula, obra del escultor Juan Adsuara, un recurso que trataba de simbolizar la potencia económica de la compañía de seguros bilbaína, reiterado en ciertos edificios del momento, tales como la antigua sede del Banco de Bilbao en la calle de Alcalá, número 16, obra del escultor bilbaíno Higinio Basterra.
A lo largo de la segunda mitad del siglo XX se alternaron periodos de abandono y despojo con diversas intervenciones que modificaron su configuración interior, adaptándolo a nuevos usos. En fechas próximas a su declaración como bien inmueble de interés patrimonial de la Comunidad de Madrid (2011) fueron restaurados sus elementos ornamentales.

## Descripción
El edificio ocupa una superficie de 556 metros cuadrados y tiene su acceso principal en su chaflán. Se trata de un inmueble de gran presencia, compuesto por tres plantas de sótano, semisótano, planta baja y cinco pisos, el último de ellos retranqueado, que genera una terraza en la que se erigen tres volúmenes. De estos, el más significativo es el situado sobre el chaflán, pues está coronado por una cúpula de influencia francesa rematada por una cuadriga de bronce.

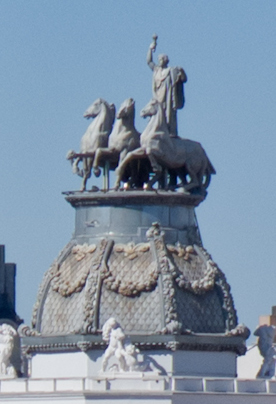
Cuadriga del edificio, obra de Juan Adsuara.

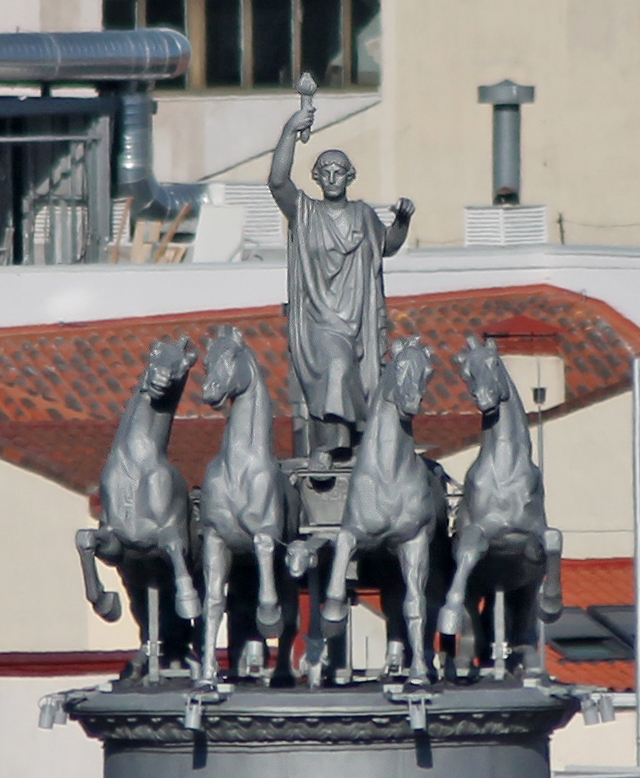
Vista frontal de la escultura.

La fachada posee un ritmo equilibrado, proporcionado por la distribución regular del ventanaje. Los vanos parten de la planta semisótano, que posee aberturas cuadrangulares enrejadas, y se distribuyen en los niveles superiores sobre los mismos ejes, cinco por planta en la fachada de la calle Marqués de Duero y cuatro en la del paseo de Recoletos.
El semisótano está marcado exteriormente por un zócalo de piedra granítica sobre el que discurre la planta baja, diferenciada en fachada por un revoco rústico dividido en tramos horizontales. Los vanos, de forma rectangular y rematados por un arco carpanel, poseen un mascarón de gusto clásico sobre la clave. La puerta de acceso principal situada en el chaflán está ejecutada en hierro acristalado, de diseño más depurado, flanqueada por ménsulas que sostienen el mirador superior entre las que discurren roleos vegetales y frutas que enmarcan una cabeza de león. En los extremos de ambas fachadas se ubican sendos portones que dan acceso al garaje en la calle Marqués de Duero y a zonas de servicio en paseo de Recoletos, con puertas de madera decoradas siguiendo el esquema compositivo del inmueble.
Las plantas superiores muestran un acabado con revoco que imita discretamente el aparejo de sillería; presentan vanos rectangulares ornamentados con variados motivos centrados de espejo, guirnaldas y vegetales de inspiración barroca, diferenciándose de ellos el tercer nivel, cuyos dinteles se rematan con un friso vegetal. El balcón de la primera planta, que a diferencia de los superiores es antepechado y no sobresale en volumen, se cierra con una sencilla balaustrada de obra, material utilizado también para el segundo piso, volado sobre ménsulas decoradas con guirnaldas. Ambos balcones fueron mantenidos del proyecto original. En el tercer y cuarto piso los balconcillos se delimitan por pretiles más ligeros de hierro forjado decorados con guirnaldas, sostenidos por ménsulas con ornamentación más simplificada de cuerdas. La cuarta planta remata el cuerpo principal del edificio mediante entablamento y cornisa de sencillos perfiles, sobre la que discurre una balaustrada de fábrica ligeramente retranqueada que delimita la azotea, interrumpida únicamente por el cuerpo torreado del chaflán. Este pretil está dividido en secciones por machones sobre los que se ubican jarrones de fábrica.
Tres cuerpos de miradores se adelantan a la línea de fachada, que evidencian los torreones de estilo neogótico que poseyó el inmueble en un primer momento: el del chaflán comienza en el primer piso sobre la puerta de entrada, sostenido por ménsulas ornamentadas y con amplios ventanales adintelados decorados con el programa ornamental anteriormente descrito, tanto en balaustradas como en dinteles. Solo dos volutas con decoración vegetal se añaden en la cuarta planta bajo la cornisa. Destaca el cuerpo ochavado que remata el chaflán, que posee líneas más depuradas, con tres frentes de amplios ventanales articulados por columnas corintias flanqueadas por pilastras. Este volumen, a modo de torre, está rematado por cúpula de pizarra de estilo francés decorada por guirnaldas y putti, una depurada linterna y sobre esta, la imponente cuadriga de bronce. Los miradores volados laterales, sobresalientes a partir del segundo nivel, repiten el esquema compositivo del chaflán y están coronados por sendos cuerpos ligeramente retranqueados y rematados por balaustrada de obra.
La escultura situada sobre la cúpula que remata el edificio representa una mujer joven, la Aurora, que guía una cuadriga. Los caballos se muestran nerviosos y agitados, y la Aurora trata de dominarlos, adoptando una actitud tensa y serena al mismo tiempo. De manera evidente, el auriga de la composición se identifica con la empresa de seguros y representa la seguridad. La inseguridad la proporcionan los caballos que, casi desbocados, son dominados, sin embargo por el auriga. «Esta alegoría [...] corona el edificio con un bello grupo escultórico en bronce que relaciona exposición plástica y la idea de seguridad».
En cuanto a los materiales usados en la construcción, cabe destacar la utilización de piedra en la cimentación, con mortero de cal y arena. Los muros de los sótanos son de fábrica de ladrillo; las traviesas y tabiques son entramados de madera y ladrillo recocho, empleándose maderos de pie y cuarto y de tercia. Los pisos están sostenidos por viguetas de hierro en forma de doble "T" espaciadas medio metro, con enzoquetados y forjados con botes de barro cocido y yeso negro. Destacan las bajantes de aguas pluviales embutidas en la fachada, ejecutadas en hierro y la escayola utilizada para elaborar la decoración exterior.